# LIV6
『LIV6』（ライブイシックス）は、2002年7月30日から9月1日に開催されたV6の全国コンサートツアーの模様を収録した映像作品である。2002年10月30日発売。発売元はavex trax。

## 概要
- V6の全国コンサートツアー「V6 SUMMER CONCERT 2002「Feel your breeze "one" summer」」（2002年7月30日-9月1日）を映像化したもの。
- 収録映像は「東京・国立代々木競技場 第一体育館」「札幌・真駒内屋外競技場」の２会場から編集。
- DVD特典映像：「Feel your breeze」V6メンバーの映像を6パターンのマルチアングルで収録。
- DVD/VHS初回特典映像：札幌のみ行われたV6パフォーマンスを収録。

## 収録内容

### 本編映像
1. BLOW UP THE DARK
2. Toughness
3. Life goes on
4. Believe Your Smile
5. HAVE A SUPER GOOD TIME
6. こんなんど－でしょ？！～BRAND NEW MY SOUL～
7. それは幻の海辺（原曲：田原俊彦）
8. MAGMA
9. Hand in Sunshine
10. 夏のメモリー
11. 情熱のRainbow
12. Feel your breeze
13. For you (井ノ原快彦・岡田准一)
14. B.G.B（booin'groovin'boogie）
15. GOOD ENOUGH
16. 出せない手紙
17. よる☆かぜ（原曲：ケツメイシ）
18. SPEEDER'S HIGH
19. MASSIVE BOMB
20. ロマンスじゃ全部を語れない
21. BEAT YOUR HEART
22. SHINY DAY
23. 本気がいっぱい
24. 愛なんだ
25. 自由であるために
26. puzzle
27. 愛のMelody
28. one
29. WAになっておどろう

### 特典映像

#### DVD
1. 「Feel your breeze」マルチアングル

#### DVD/VHS『「うらかたあず」ライブ』
※初回盤のみ
1. MIRACLE STARTER ～未来でスノウ・フレークス～
2. 太陽のあたる場所
3. Thank You